# Mucky Pup
Mucky Pup ist eine US-amerikanische Crossover-Band aus Bergenfield, New Jersey, die im Jahr 1986 gegründet wurde.

## Geschichte
Die Band wurde im Jahr 1986 von Gitarrist Dan Nastasi, Schlagzeuger John Milnes, Sänger Chris Milnes und Bassist Scott LePage gegründet. Nach den ersten Auftritten und der Veröffentlichung von zwei Demos erhielt die Band einen Vertrag bei Torrid Records, welches das Debütalbum Can't You Take a Joke? 1987 veröffentlichte. Im Anschluss stieg LePage aus, um zu seiner vorherigen Band Hades zurückzukehren. Er wurde durch Dave Neabore ersetzt, der nur auf dem zweiten Album A Boy In a Man's World (1988) zu hören ist. Er stieg aus, um 1990 mit Nastasi, Milnes und Sänger John Connor Dog Eat Dog zu gründen. Nastasi konnte dadurch nicht an den folgenden Mucky Pup-Touren teilnehmen, sodass er von Sean Kilkenny vertreten wurde. Dessen Engagement war zeitlich beschränkt, da er als zweiter Gitarrist zu Dog Eat Dog wechselte.
Im Jahr 1989 schloss sich das Album Now an. Auf dem Album war Nastasi wieder zu hören, jedoch wurde er auf Tour durch Gitarrist Splatter vertreten, der etwas später durch Terry ersetzt wurde. Als Bassist war Marc DeBacker in der Band, welcher später auch Dog Eat Dog beitreten sollte. Im Jahr 1990 folgte über Century Media das Album Act of Faith. Darauf war als Keyboarder Kevin Powers vertreten. Auf dem Folgealbum Lemonade spielte Powers das Schlagzeug ein, da Schlagzeuger Milnes zur E-Gitarre gewechselt hatte. Bei den anschließenden Auftritten war Eric Van Steenberg als zweiter Gitarrist vertreten. Auch war Ludichrist- und Scatterbrain-Gitarrist Glen Cummings zeitweise Teil der Band. 1993 veröffentlichte Mucky Pup auf ihrem Album Alive & Well eine Coverversion des Prince-Songs Darling Nikki aus dessen Album Purple Rain. Das bislang letzte Studioalbum Five Guys In a Really Hot Garage erschien 1995 bei SPV Recordings. Der Veröffentlichung folgten einige Touren, unter anderem zusammen mit Dog Eat Dog. Ende der 1990er-Jahre löste sich die Band bedingt durch den größeren Erfolg von Dog Eat Dog vorerst auf. In den Folgejahren hielt die Band vereinzelte Auftritte. Ab dem Jahr 2009 spielte die Band wieder regelmäßig Konzerte und bestand dabei aus Nastasi, DeBacker, Powers und Pitzer. Im Sommer folgten Auftritte in ganz Europa.

## Stil
Die Band spielt eine Mischung aus Hardcore Punk und Thrash Metal, vergleichbar mit Anthrax und Stormtroopers of Death. Die Texte sind meist humoristisch gehalten, vergleichbar mit der Bloodhound Gang, wobei die Lieder von Mucky Pup weniger poppig ausfallen. Auf dem Album Lemonade griffen sie allerdings ernstere Themen auf. Zudem sind auch teilweise Einflüsse aus anderen Genres wie Funk und Hip-Hop hörbar.

## Diskografie
- Can't You Take a Joke? (Album, 1987, Torrid Records)
- A Boy in a Man's World (Album, 1988, Torrid Records)
- Now (Album, 1989, Torrid Records)
- Act of Faith (Album, 1990, Century Media)
- Lemonade (Album, 1992, Century Media)
- Alive & Well (Live-Album, 1993, SPV)
- Five Guys in a Really Hot Garage (Album, 1995, SPV)
- Live at Mexicali (Live-Album, 2009, Eigenveröffentlichung)
- Live at Mexicali (DVD, 2009, Eigenveröffentlichung)